# 趙希瓐
趙希瓐（？—？），南宋宗室。燕王趙德昭的九世孫，齊國公贈楚孝節王趙伯旿之孫，魯國公贈吳宣獻王趙師意之子，母魯國夫人石氏。嘉定十七年（1224年）宋寧宗病危，立趙希瓐之子趙與莒（趙昀）為帝，是為宋理宗。他被追封榮王，諡文恭。近年來發現的蘭若寺大墓即有可能是其墓葬。

## 家庭

### 妻
- 慈憲夫人全氏，全大節和夫人王氏之女

### 兒子
- 趙與莒，後為宋理宗
- 福王趙與芮，宋度宗之父

### 女兒
另有最少五名女兒：
- 一女趙氏，嫁魏峻，生子魏關孫[1]，榮王第四個子女，理宗姐[2]。
- 一女趙氏，嫁南海人冼文溪，榮王第四女，理宗妹。[原創研究？]
- 一女趙氏，嫁南海佛山堡人梁節，榮王第五女，理宗妹。[原創研究？]

### 孫
宋理宗之子趙緝、趙繹、趙維。
趙與芮之子宋度宗、晉王。